# Селвони (Кјети)
Селвони (итал. Selvoni) је насеље у Италији у округу Кјети, региону Абруцо.
Према процени из 2011. у насељу је живело 25 становника. Насеље се налази на надморској висини од 1089 м.